# Slottsholmen, Södertälje

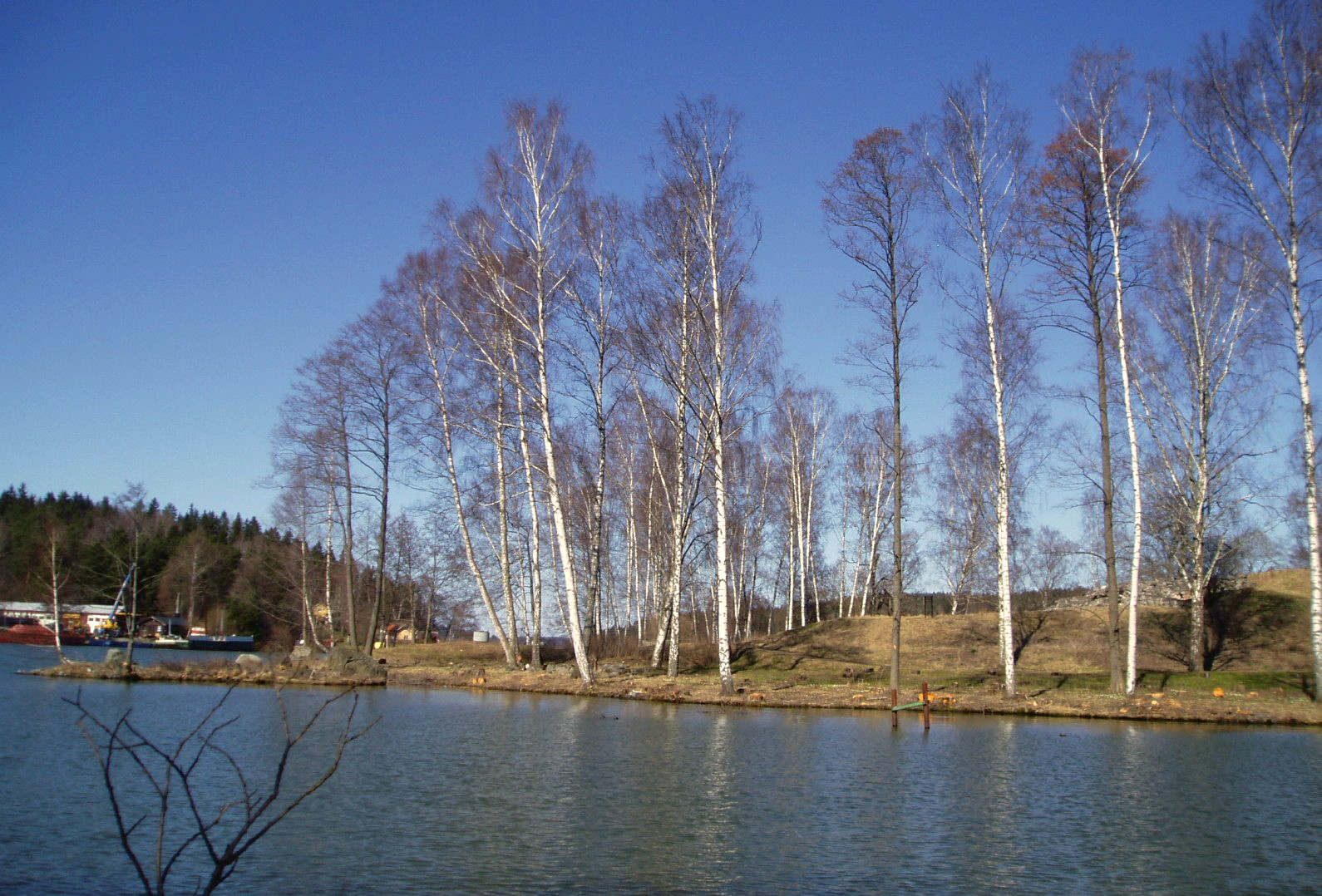
Slottsholmen, med Telge hus slottsruin.

Slottsholmen är en holme i Södertäljeviken strax norr om centrala Södertälje. Namnet härrör från den borgen "slottet" Telge hus som låg här.
Telge hus anlades på 1300-talet och användes för att försvara Linasundet. Platsen var av strategisk betydelse redan under tidig medeltid. År 1999 utfördes en marinarkeologisk undersökning av sjöbottnen runt Slottsholmen. Vid denna upptäcktes rester av en pålspärr i Linasundet samt på Slottholmens insida rester av en hamnanläggning och ett förlist mindre fartyg. En C14-analys av dessa lämningar indikerade en datering till sent 1200- eller tidigt 1300-tal.